# Liste der Monuments historiques in Belval-sous-Châtillon
Die Liste der Monuments historiques in Belval-sous-Châtillon führt die Monuments historiques in der französischen Gemeinde Belval-sous-Châtillon auf.

## Liste der Objekte
| Bezeichnung              | Beschreibung                                                  | Standort                     | Kennzeichnung | Schutzstatus | Datum | Bild |
| ------------------------ | ------------------------------------------------------------- | ---------------------------- | ------------- | ------------ | ----- | ---- |
| Kirchenfenster           | aus dem 16. Jahrhundert                                       | in der Kirche St-Roch (Lage) | PM51000083    | Classé       | 1908  |      |
| Skulptur Heiliger Rochus | Stein, farbig gefasst, 18. Jahrhundert                        | in der Kirche St-Roch (Lage) | PM51002742    | Inscrit      | 1978  |      |
| Grabsteine               | Stein, 17. und 18. Jahrhundert                                | in der Kirche St-Roch (Lage) | PM51000084    | Classé       | 1908  |      |
| Hauptaltar               | Altartisch und Retabel; Holz, farbig gefasst, 18. Jahrhundert | in der Kirche St-Roch (Lage) | PM51002741    | Inscrit      | 1978  |      |